# Mese
Il mese è una suddivisione dell'anno. Etimologicamente, il termine mese (dal latino mēnsis) ha la stessa radice dell'inglese moon e del tedesco Mond, entrambi col significato di luna.
Nella maggior parte dei calendari, il mese dura una trentina di giorni e, di conseguenza, l'anno conta solitamente 12 mesi. Nel comune calendario gregoriano, come nella maggior parte dei calendari solari, l'anno consta dei seguenti 12 mesi:
1. gennaio, di 31 giorni
2. febbraio, di 28 giorni (29 se l'anno è bisestile)
3. marzo, di 31 giorni
4. aprile, di 30 giorni
5. maggio, di 31 giorni
6. giugno, di 30 giorni
7. luglio, di 31 giorni
8. agosto, di 31 giorni
9. settembre, di 30 giorni
10. ottobre, di 31 giorni
11. novembre, di 30 giorni
12. dicembre, di 31 giorni

## Mese lunare
Il mese lunare è il periodo di tempo che corrisponde a una rivoluzione completa della Luna attorno alla Terra, cioè poco più di ventinove giorni e mezzo.

## Mese solare
Con "mese solare" si intende comunemente il periodo dal primo all'ultimo giorno di un mese, indipendentemente dal numero di giorni di cui è composto. Può essere tale, ad esempio, la durata di un abbonamento mensile ai mezzi pubblici di trasporto.
Il riferimento astronomico al Sole è dunque privo di qualsiasi nesso con rapporti di quadratura/opposizione/fase tra terra, luna, sole, o qualsiasi altro astro, essendo l'attuale suddivisione dell'anno slegata da eventi astronomici..

## Ricordare il numero di giorni di ogni mese

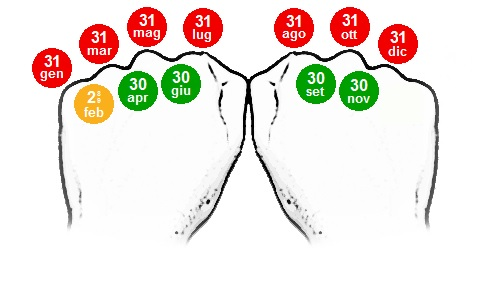
Schema illustrativo.

Per ricordarsi il numero di giorni di ogni mese si può ricorrere alla filastrocca "Trenta giorni ha novembre, con aprile, giugno e settembre, di ventotto ce n'è uno, tutti gli altri ne han trentuno". Per lo stesso motivo esiste anche un vecchio trucco: basta unire i pugni e contare i mesi sulle nocche e gli avvallamenti delle mani partendo dal pugno sinistro (proprio come se si stesse leggendo un libro). Se il mese cade su una nocca, allora è di 31 giorni, se cade su un avvallamento, allora è di 30 giorni (ricordando l'eccezione di febbraio). Con il primo pugno si arriva a luglio, poi si prosegue o sull'altro pugno, o anche ricominciando da capo sullo stesso. Si può usare anche un solo pugno: partendo dalla 1ª nocca corrispondente a gennaio e proseguendo con l'avvallamento per febbraio giunti alla 5ª nocca questa si conta una seconda volta per poi tornare indietro.
Una curiosa corrispondenza c'è anche con i tasti del pianoforte infatti partendo dal fa (tasto bianco lungo) e per una intera ottava (12 tasti consecutivi) si trova ordinatamente che i tasti bianchi corrispondono ai mesi di 31 giorni a partire da gennaio e i tasti neri ai mesi di durata minore.

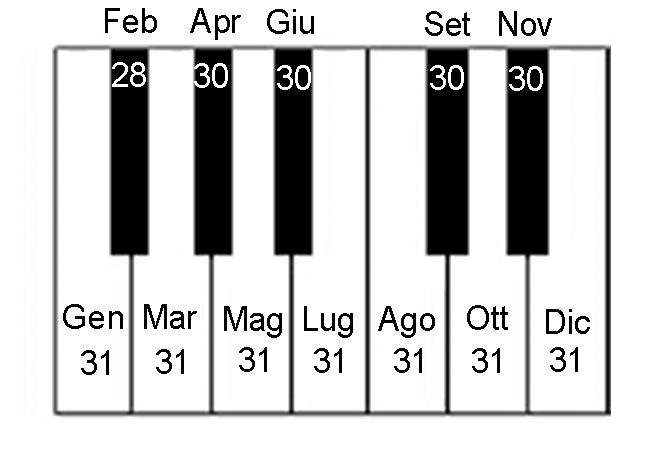
I mesi dell'anno disposti su una tastiera da pianoforte.

## I mesi nell'arte
Vari sono i cicli dei mesi rappresentati nell'arte. Si ricordano, nella scultura, il ciclo dei Mesi di Benedetto Antelami nel Battistero di Parma; i Mesi del duomo di Modena e del duomo di Ferrara nonché quelli del portale della Basilica di San Marco a Venezia. Nella pittura notevoli sono il Ciclo dei Mesi nella Torre Aquila del castello del Buonconsiglio a Trento; i mesi e i simboli astrologici affrescati nel Palazzo della Ragione (Padova); il salone dei Mesi nel Palazzo Schifanoia a Ferrara; la Fontana delle Stagioni e dei Mesi nel Parco del Valentino a Torino; gli Arazzi Trivulzio conservati nel Museo d'arte antica situato all'interno del Castello Sforzesco di Milano.

## I mesi nella poesia
Numerosi sono stati i poeti che hanno cantato i mesi dell'anno e le manifestazioni della natura in essi. Ad esempio "il maggio odoroso" in A Silvia di Giacomo Leopardi, le poesie X agosto e Novembre in Myricae di Giovanni Pascoli e I pastori di Gabriele D'Annunzio. È da ricordare anche la poesia Pioggia d'Agosto di Gozzano.